# NGC 912
NGC 912 è una piccola galassia ellittica (o lenticolare) compatta situata nella costellazione di Andromeda, a una distanza di circa 202 milioni di anni luce dalla nostra Via Lattea.

## Scoperta
La galassia è stata scoperta il 30 ottobre 1878 dall'astronomo francese Édouard Stephan.